# نخود

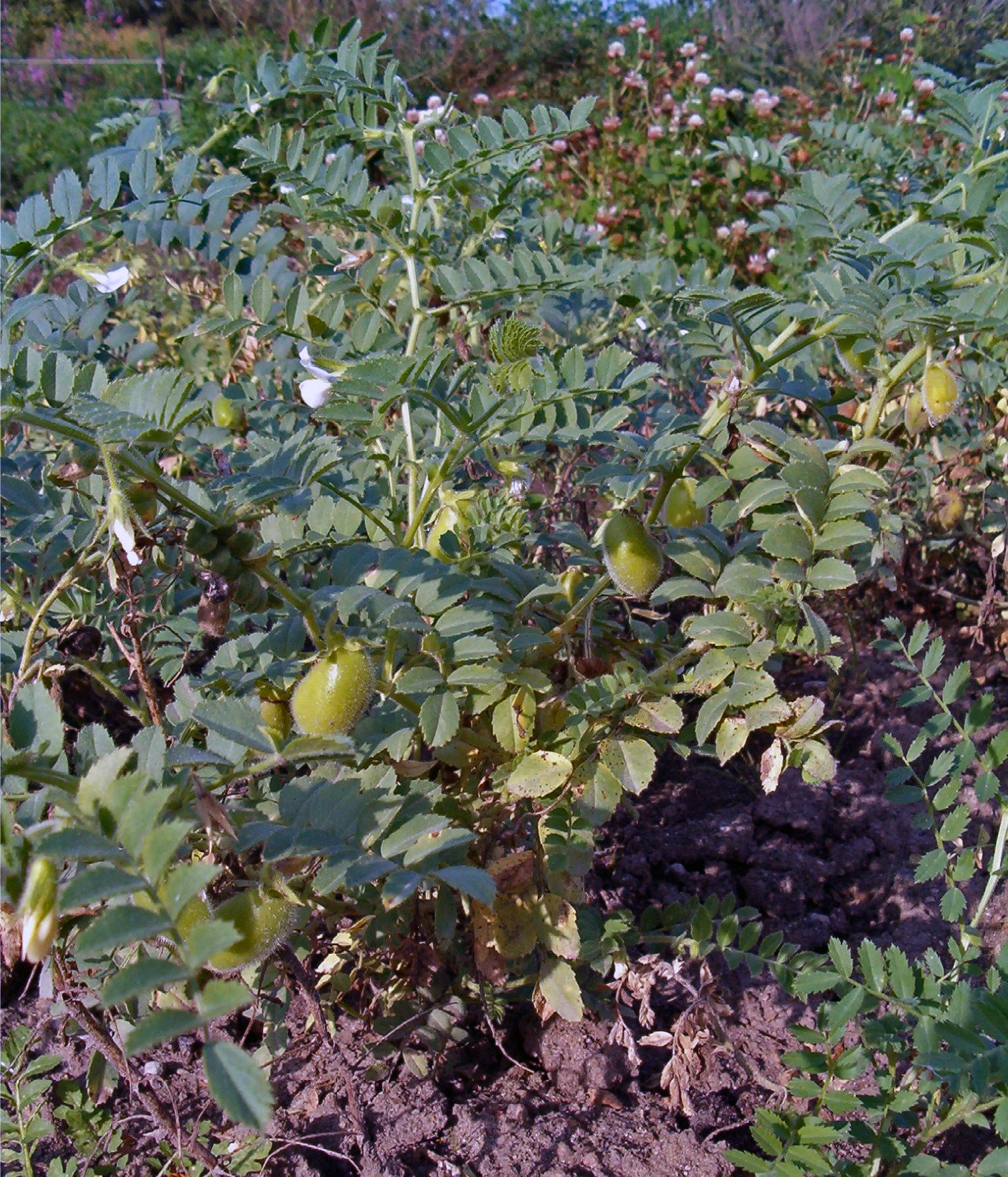
گیاه نخود

نُخود یا نَخود (نام علمی: Cicer arietinum) از دانه‌های خوراکی (حبوبات) است. گیاه نخود گیاهی یک‌ساله، متعلق به خانوادهٔ باقلاییان و زیرخانوادهٔ باقالی‌ها است. نخود سرشار از پروتئین است و یکی از قدیمی‌ترین حبوبات کشت شده توسط انسان است، و بقایای ۷۵۰۰ ساله از آن در خاورمیانه یافت شده‌است. نخود یکی از عناصر اصلی غذاهای حمص و چانا ماسالا است و برای تهیه فلافل از آن استفاده می‌شود. نخود در آشپزی مدیترانه‌ای، آشپزی خاورمیانه و غذاهای هندی کاربرد زیادی دارد. در سال ۲۰۱۹ هند با تولید ۷۰ درصد از نخود جهان، بزرگ‌ترین تولیدکنندهٔ نخود در جهان بود.

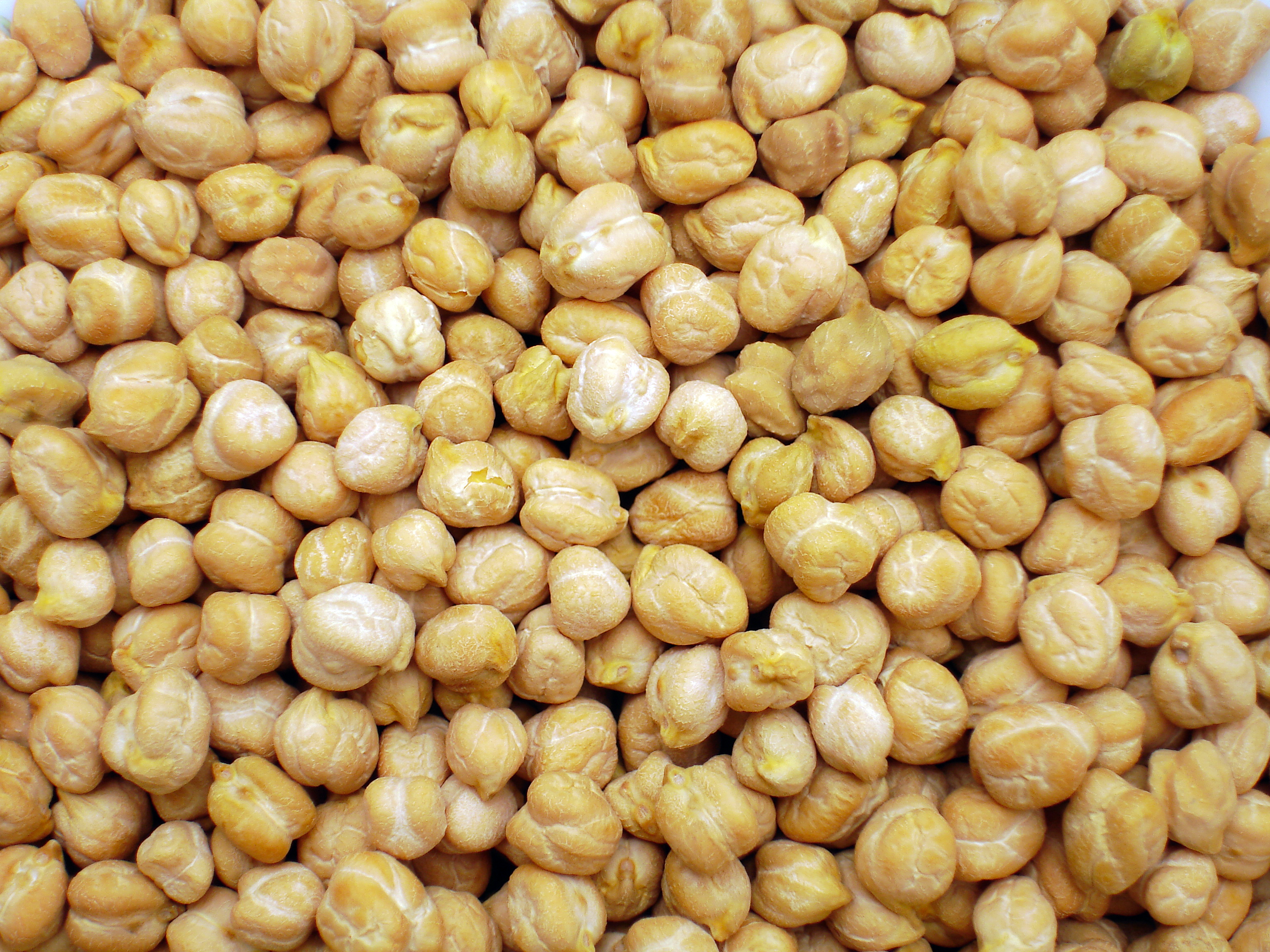
نخود سفید

## گیاه نخود
گیاه نخود، گیاهی یک‌ساله و بوته‌ای کوتاه از خانواده حبوبات است که بلندی بوته آن به حدود ۳۰ سانتی‌متر می‌رسد. ساقه این گیاه پوشیده از تارهای غده‌ای است. شاخه‌ها نازک، برگ‌های ریز آن مرکب از ۱۳ تا ۱۷ برگچه کوچک و دندانه‌دار و گل‌ها سپید با رگه‌های بنفش یا صورتی است. معمولاً در هر غلاف گیاه نخود، یک تا سه نخود تشکیل می‌شود.
این گیاه دارای ده‌ها رقم کشاورزی مختلف است که دارای رنگ، شکل و ویژگی‌های متفاوتی هستند.

## نحوه کِشت
نخود، نخود فرنگی و عدس، به‌صورت یک‌سال در میان و چرخشی با گندم و جو در یک زمین زراعتی کشت می‌شوند. این حالت چرخشی، باعث تقویت و تجدید نیتروژن (ازُت) خاک می‌شود و دیگر نیازی به استفاده از کودهای نیتروژندار (ازته) نخواهد بود.

## پراکنش و خاستگاه
معمولاً نخود در زمین‌های حاشیه بین‌النهرین و مدیترانه شرقی کشت می‌شد و از آنجا به هند و سایر نقاط آسیای شرقی گسترش یافت.

## مقایسهٔ کالری موجود در انواع نخود
نخود حاوی میزان کالری بالایی است. افرادی که تحت رژیم کاهش وزن قرار دارند، معمولاً به رژیم غذایی کم‌کالری فکر می‌کنند. اما جدای از بالا بودن میزان کالری آن، از میزان بسیار خوبی فیبر، پروتئین و مواد معدنی برخوردار است. میزان چربی آن بسیار پایین بوده و در نتیجه می‌تواند در رژیم غذایی گنجانده شود. تحقیقات انجام شده نشان می‌دهند که حبوبات می‌توانند به کاهش وزن کمک کنند، علی‌رغم این واقعیت که از میزان کالری بالایی برخوردارند. می‌توان آن‌ها را به صورت تازه، کنسروی یا خشک تهیه کرد. حبوبات خشک می‌تواند برای مدت‌زمان بسیار طولانی نگهداری شود و تنها نیاز دارد که به خوبی در آب خیس بخورد تا به این ترتیب پیش از پخت، کمی نرم‌تر بشود. نخود و لوبیاهای کنسروی، کالری کمی بالاتری نسبت به انواع پخته یا خشک‌شده دارند. به عقیدهٔ وزارت کشاورزی ایالات متحده، کالری موجود در نخود، به‌طور قابل توجهی بیشتر است.

### کالری انواع نخود
- کالری یک فنجان نخود آب‌پز: ۲۶۹ (کالری)
- کالری یک فنجان نخود کنسروی: ۲۸۶ (کالری)
- کالری یک فنجان نخود خام: ۷۲۸ (کالری)[۸]

## ترکیبات شیمیایی نخود
نخود دارای مقدار بسیار کمی آرسنیک، اسید اگزالیک، اسید استیک و اسید مالیک و املاح کمیابی نظیر بور، لیتیم و مس است؛ ضمناً موادی دیگر از جمله لسیتین، گالاکتان، ساکارز، دکستروز و سلولز در نخود وجود دارد.

## طرز پخت، تهیه و نگهداری
از شب قبل آن را در آب خیس کنید. سپس به مدت ۱/۵ تا ۲ ساعت آن را بجوشانید. ۲ برابر مقدار نخود، آب بریزید.
کنسرو نخود در مغازه‌ها موجود است و به راحتی می‌توانید آن را تهیه کنید.
نخود را می‌توان در یک محل خنک و خشک برای مدت طولانی نگهداری کرد.

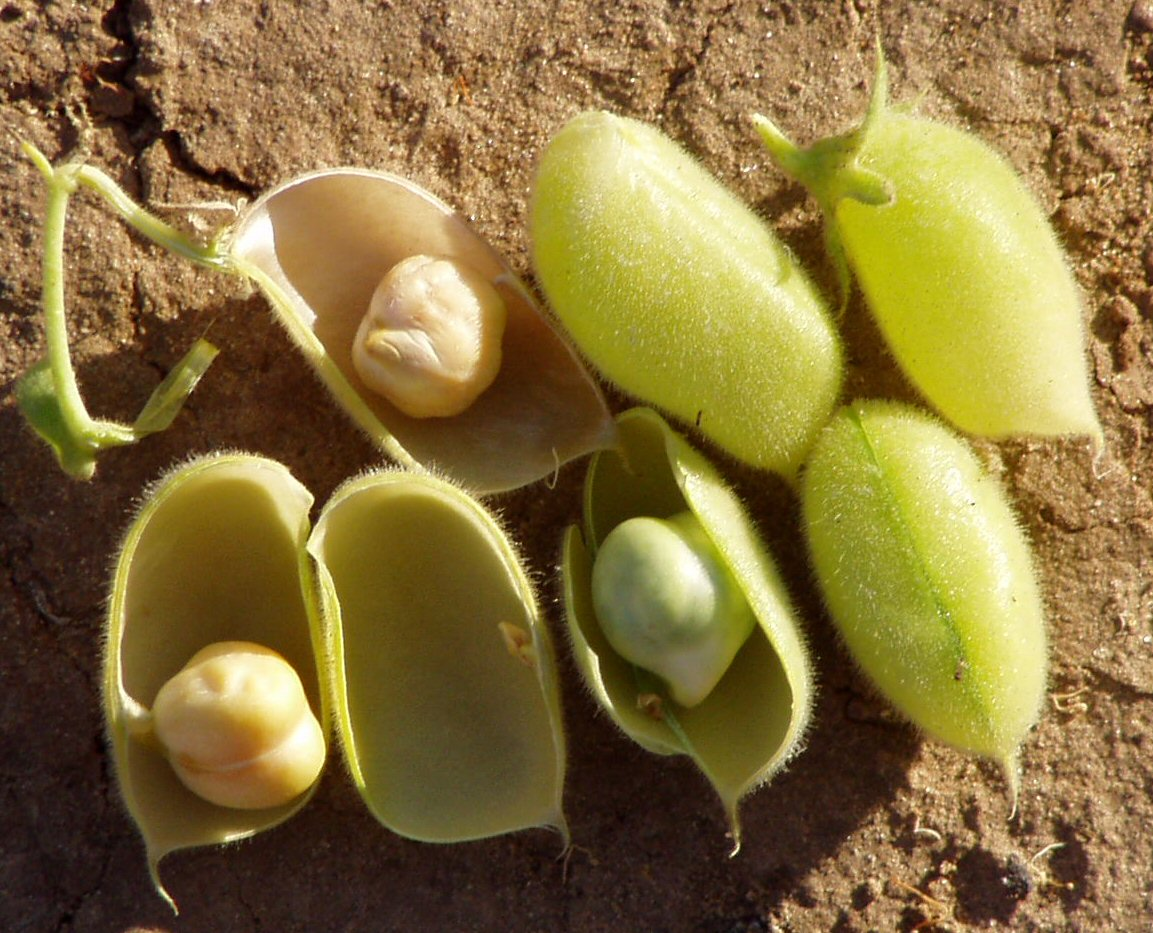
غلاف‌های نخود

## نکات تغذیه‌ای
نخود نیز مانند سایر حبوبات، فیبر بالایی دارد. فیبر محلول مانند یک برس زبر، سیستم گوارشی را پاک می‌کند. این نوع فیبر، گلوکز (قند) و کلسترول (چربی) خون را کاهش می‌دهد و نیاز به انسولین را در افراد دیابتی کم می‌کند. در بین گروه‌های غذایی؛ نخود، عدس و نخود فرنگی، پروتئین، کلسیم و آهن را به مقدار کافی و لازم برای رفع نیاز بدن فراهم می‌کنند.

## نخود دیم و نخود آبی
نخود به دو روش دیم و آبی کشت می‌شود. هرکدام از این دو کشت، محصولات متفاوتی را به بار می‌آورد. نخود دیم کمی ریزتر است و رنگ تیره‌ای دارد یا اصطلاحاً کمی سرخ‌رنگ است و نخود آبی درشت‌تر و رنگ روشن‌تری دارد. نخود بهاره و نخود پاییزه در فصل بهار و پاییز برداشت می‌شوند.

## نگارخانه

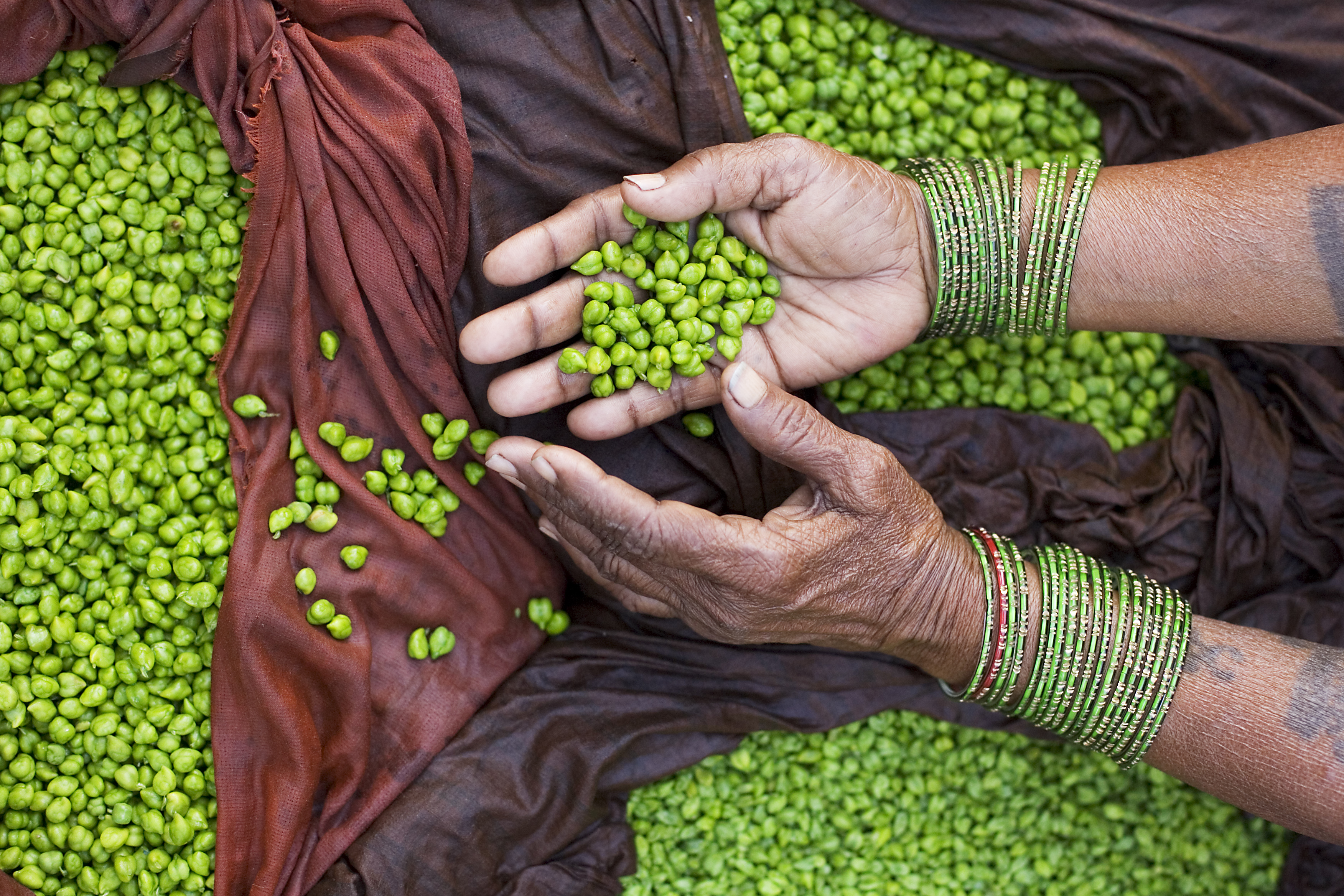
نمایی از دست فروشندهٔ نخود در هند
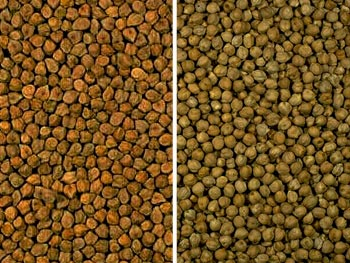
راست: نخود اروپایی، چپ: نخود بنگالی
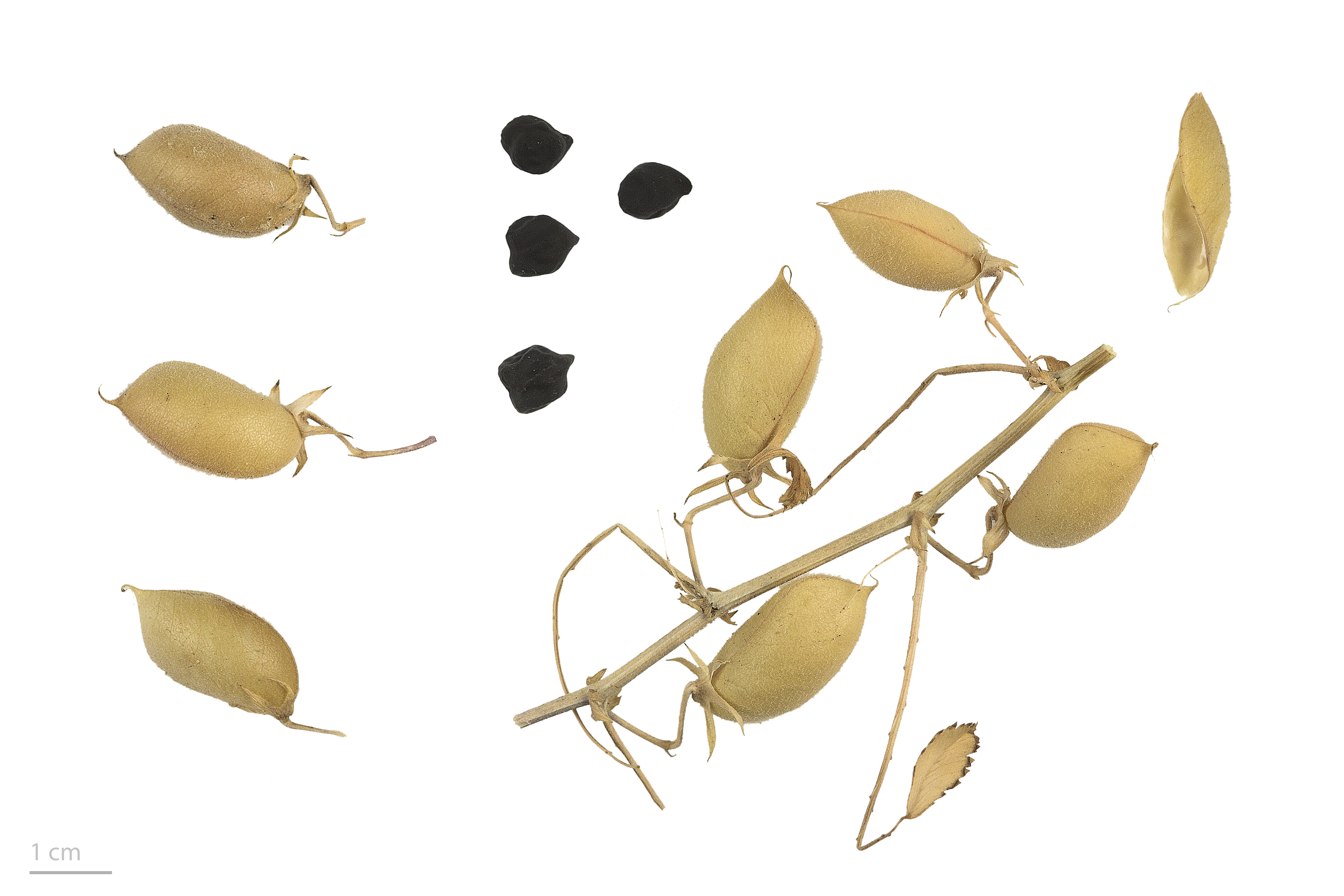
Cicer arietinum noir